# Eikasia. Revista de Filosofía
Eikasía. Revista de Filosofía es una revista de acceso abierto especializada en filosofía, con sede en Oviedo, España.

## Fundación e historia
Eikasía fue fundada en 2005 por una serie de profesores y filósofos interesados en la difusión de la filosofía, con el objetivo de transmitir diferentes escuelas de filosofía que discrepan manteniendo «una cierta independencia de las instituciones». En julio de ese mismo año se publicó el primer número de la revista.
La revista ha funcionado desde sus comienzos con sus recursos propios, sin recurrir a subvenciones, suscripciones ni publicidad.
En 2019 el Consejo de Redacción de la revista decidió crear la Asociación de Filosofía Eikasía, con el fin de apoyar el «espíritu e independencia que tiene la revista» y funcionar como «órgano rector» de la publicación. La revista es editada por personalidades procedentes de varias universidades españolas, latinoamericanas, europeas y de miembros de la Sociedad Asturiana de Filosofía. Sus publicaciones se encuentran en varias bases de datos sobre publicaciones académicas, como PhilPapers, Dialnet, Web of Science, Philosopher's Index, la Biblioteca Nacional de Francia o Latindex, entre otros.
Los artículos o monográficos publicados tratan sobre la historia personalidades o temas relacionados con algún campo de la filosofía, historia, religión, letras humanas, literatura y educación como Juan Andrés, Edith Stein, Gilles Deleuze, filosofía de la naturaleza y demás.

## Clasificación Integrada de Revistas Científicas
Según la clasificación Integrada de Revistas Científicas cuenta con los siguientes criterios de clasificación:
- Ciencias sociales: C.[11]
- Ciencias humanas:	B.[11]